# Jordan Díaz
Jordan Alejandro Díaz Fortún (né le 23 février 2001 à La Havane) est un athlète cubain naturalisé espagnol. Spécialiste du triple saut, il devient champion olympique aux jeux olympiques d'été de 2024.

## Biographie
Il remporte le titre lors des championnats du monde cadets 2017 à Nairobi au Kenya, en établissant un nouveau record du monde cadet avec 17,30 m. Le précédent record était détenu depuis 2014 par son compatriote  Lázaro Martínez avec 17,24 m.
Le 17 février 2018, à La Havane, il atteint la marque de 17,32 m (+ 0,5 m/s), nouveau record personnel, puis le 8 juin de la même année, il saute dans la même ville 17,41 m (+ 1,0). Le 14 juillet, il remporte la médaille d'or des championnats du monde juniors 2018 à Tampere, grâce à un saut à 17,15 m. Il se classe deuxième des Jeux d'Amérique centrale et des Caraïbes de 2018, devancé par son compatriote Cristian Nápoles. Le 10 août 2018, Diaz remporte les championnats NACAC avec 16,83 m, devant l'Américain Chris Benard (16,73 m). Les 13 et 16 octobre 2018, il domine les deux manches du triple saut, avec 17,14 m et 17,04 m, lors des Jeux olympiques de la jeunesse à Buenos Aires et devient champion olympique de la jeunesse.
Le 3 juillet 2019, à Camagüey, il porte son record personnel à 17,49 m, établissant un nouveau record d'Amérique du Nord, d'Amérique centrale et des Caraïbes d'athlétisme junior.
Le 10 août 2019, il termine 2e des Jeux panaméricains de Lima avec 17,38 m, devancé de 4 centimètres par l'Américain Omar Craddock.
Il se classe 8e des championnats du monde 2019 à Doha avec 17,06 m.

### Nationalité espagnole (2022)
Il obtient la nationalité espagnole et est autorisée à concourir sous ses nouvelles couleurs à partir du 1er février 2022. Le 4 juin 2022, à Andújar, il établit un nouveau record d'Espagne avec 17,30 m, puis porte celui-ci à 17,76 m le 12 juin 2022 à La Nucia, son record personnel. Le 26 juin 2022 au cours des championnats d'Espagne à Nerja, il porte le record d'Espagne à 17,87 m.

### Champion d'Europe et champion olympique
Jordan Díaz remporte le titre des championnats d'Europe 2024 à Rome après avoir amélioré de 31 cm son record personnel à son cinquième essai avec 18,18 m, nouveau record d'Espagne. Díaz devient à cette occasion le troisième meilleur performeur de tous les temps derrière Jonathan Edwards (18,29 m) et Christian Taylor (18,21 m).
Il devient champion olympique grâce à un triple bond à 17,86 m au 1er essai, soit 2 cm de mieux que le Portugais Pedro Pichardo.

## Palmarès
| Date                    | Compétition                              | Lieu              | Résultat          | Marque            |                   |
| Représentant Cuba       | Représentant Cuba                        | Représentant Cuba | Représentant Cuba | Représentant Cuba | Représentant Cuba |
| ----------------------- | ---------------------------------------- | ----------------- | ----------------- | ----------------- | ----------------- |
| 2017                    | Championnats du monde cadets             | Nairobi           | 1er               | 17,30 m           |                   |
| 2018                    | Championnats du monde juniors            | Tampere           | 1er               | 17,15 m           |                   |
| 2018                    | Jeux d'Amérique centrale et des Caraïbes | Barranquilla      | 2e                | 17,29 m           |                   |
| 2018                    | Championnats NACAC                       | Toronto           | 1er               | 16,83 m           |                   |
| 2018                    | Jeux olympiques de la jeunesse           | Buenos Aires      | 1er               | 17,14 m           |                   |
| 2019                    | Jeux panaméricains                       | Lima              | 2e                | 17,38 m           |                   |
| 2019                    | Championnats du monde                    | Doha              | 8e                | 17,06 m           |                   |
| Représentant l' Espagne |                                          |                   |                   |                   |                   |
| 2024                    | Championnats d'Europe                    | Rome              | 1er               | 18,18 m           |                   |
| 2024                    | Jeux olympiques                          | Paris             | 1er               | 17,86 m           |                   |

## Records
| Épreuve     | Performance | Lieu | Date         |
| ----------- | ----------- | ---- | ------------ |
| Triple saut | 18,18 m     | Rome | 11 juin 2024 |